# Blanford
Blanford ist ein Census-designated place (CDP) in Vermillion County im US-Bundesstaat Indiana. Die Volkszählung von 2020 erfasste 280 Einwohner. Der CDP wurde im Jahr 2010 erstmals vom Census definiert.

## Lage
Der Ort liegt bei den Koordinaten 39° 40' 5.23" Nord 87° 31' 14.13" West auf einer Höhe von 170 Metern über dem Meeresspiegel im mittleren Indiana nahe der Grenze zu Illinois im Westen. Die 1,1 km² große Fläche des Gebietes hat laut Census keinen Anteil an Wasserfläche. Im Ort zweigt die Indiana State Route IN-71 von der IN-163 ab.